# Níver Arboleda
Níver Arboleda (Puerto Tejada, Cauca, 8 de diciembre de 1967-Ciudad de Guatemala, 5 de octubre de 2011) fue un futbolista colombiano. Falleció a causa de un paro respiratorio.
Militó en Atlético Nacional desde 1988 y en 1989 se coronó campeón de la Copa Libertadores 1989, bajo el mando de Francisco Maturana. También fue campeón del fútbol colombiano en 1991. En 1992 pasó al Deportivo Cali, donde estuvo hasta 1995. Luego pasó al Veracruz en el fútbol mexicano, en el que estuvo un año antes de pasar al Zacatepec de ese mismo país. En el 2000 se dio su paso al fútbol chino: llegó al Hangzhou Greentown FC, después pasa al fútbol de Guatemala hasta 2004 donde se retiró en el Antigua Guatemala FC.
Falleció en 2011 en Guatemala donde residía desde 2002 tras un infarto durante una operación de apéndice.

## Clubes
| Club                        | País      | Año       |
| --------------------------- | --------- | --------- |
| Atlético Nacional           | Colombia  | 1988-1990 |
| Deportivo Cali              | Colombia  | 1991-1995 |
| Tiburones Rojos de Veracruz | México    | 1995-1996 |
| Club Atlético Zacatepec     | México    | 1996-1998 |
| ULA FC                      | Venezuela | 1998-1999 |
| Real Sociedad de Zacatecas  | México    | 2000-2001 |
| Hagzhou Greentown           | China     | 2001      |
| Juventud Retalteca          | Guatemala | 2002-2003 |
| Antigua Guatemala FC        | Guatemala | 2003-2004 |

## Selección nacional

### Participaciones enCopas América
| Torneo            | Sede    | Resultado    | PJ | GA | Asis |
| ----------------- | ------- | ------------ | -- | -- | ---- |
| Copa América 1995 | Uruguay | Tercer lugar | 2  | 0  | 0    |

## Palmarés

### Campeonatos nacionales
| Título                | Club              | País     | Año  |
| --------------------- | ----------------- | -------- | ---- |
| Campeonato colombiano | Atlético Nacional | Colombia | 1991 |

### Copas internacionales
| Título            | Club              | País     | Año  |
| ----------------- | ----------------- | -------- | ---- |
| Copa Libertadores | Atlético Nacional | Colombia | 1989 |